# Альбизетти, Джулиана
Джулиана Альбизетти (итал. Giuliana Albisetti, в замужестве Альбизетти Ротонди, итал. Albisetti Rotondi; 3 декабря 1942, Рим — 26 апреля 1995, Маджента) — итальянская арфистка.
Окончила римскую Консерваторию Санта-Чечилия, затем совершенствовалась в Академии Киджи под руководством Никанора Сабалеты. Была удостоена вторых премий на Международном конкурсе арфистов в Израиле (1962) и Международном конкурсе исполнителей в Женеве (1964).
Была солисткой оркестра оперного театра Ла Фениче в Венеции. Одновременно вела сольную концертную деятельность, отдавая предпочтение новейшей музыке. Для Альбизетти были написаны произведения Франко Донатони и ставшего её мужем Умберто Ротонди, а также других итальянских композиторов.